# American Crime
American Crime je americký televizní seriál, který v letech 2015–2017 vysílal televizní kanál ABC. Zabývá se tématy jako je rasová nesnášenlivost, středoškolská šikana a nelegální imigrace. Někteří herci (Felicity Huffmanová, Timothy Hutton, Lili Taylorová, Connor Jessup) vystupují ve více sériích v různých rolích.

## Děj
První série se odehrává v kalifornském městě Modesto, kde je ve svém domě přepaden manželský pár, jeden z mála bělošských párů v okolí. Matt Skokie je zavražděn a jeho žena Lily znásilněna a zmlácena do bezvědomí. Do města přijíždí Mattův otec Chuck a setkává se se svou bývalou ženou Barbarou. Barbara má pocit, že policie je nečinná a spojí se novináři. Postupující vyšetřování však přinese nečekaný zvrat.
Ve druhé sérii v Indianapolis uspořádají kapitáni basketbalového týmu soukromé školy párty, na které se obnažoval opilý student Taylor. Jeho fotografie se objeví na sociálních sítích a Taylor je dočasně vyloučen ze školy. Taylorova matka s rozhodnutím ředitelky nesouhlasí, tím více, když se dozví, že Taylor byl na párty zdrogován a znásilněn. Policie potvrdí sexuální styk s mužem, ovšem další vyšetřování obrátí pozornost jiným směrem.
Třetí série se odehrává v Severní Karolíně v několika rodinách. Rodina Hesby zaměstnává na své farmě nelegální pracovníky, aby dosáhla na výkupní ceny supermarketů. Jedním z dělníků je Mexičan Luis Salaza, který pátrá po svém synovi, který nelegálně odjel do Spojených států. Poté, co několik pracovníků uhoří, začne se farmářova snacha Jeanette Hesby starat o pracovní podmínky dělníků. Kimara Walters pracuje pro nevládní organizaci, která se stará o sexuálně zneužívané osoby. Pomáhá také 17leté Shae uniknout z dosahu jejího pasáka. Nicholas Coates je majitel nábytkářské společnosti, který se potýká s klesajícími cenami na trhu. Jeho manželka Claire najme Gabrielle z Haiti jako chůvu, aby mohla trávit více času s manželem.

## Postavy a obsazení
1. série
| Felicity Huffmanová | Barbara Hanlon   |
| Timothy Hutton      | Russ Skokie      |
| W. Earl Brown       | Thomas Carlin    |
| Richard Cabral      | Hector Tontz     |
| Caitlin Gerard      | Aubry Taylor     |
| Benito Martinez     | Alonzo Gutiérrez |
| Penelope Ann Miller | Eve Carlin       |
| Elvis Nolasco       | Carter Nix       |
| Johnny Ortiz        | Tony Gutiérrez   |

2. série
| Felicity Huffmanová | Leslie Graham |
| Timothy Hutton      | Dan Sullivan  |
| Lili Taylorová      | Anne Blaine   |
| Elvis Nolasco       | Chris Dixon   |
| Trevor Jackson      | Kevin LaCroix |
| Connor Jessup       | Taylor Blaine |
| Joey Pollari        | Eric Tanner   |
| Angelique Rivera    | Evy Dominguez |
| Regina Kingová      | Terri LaCroix |

3. série
| Felicity Huffmanová | Jeanette Hesby  |
| Timothy Hutton      | Nicholas Coates |
| Lili Taylorová      | Clair Coates    |
| Connor Jessup       | Coy Henson      |
| Richard Cabral      | Isaac Castillo  |
| Benito Martinez     | Luis Salazar    |
| Regina Kingová      | Kimara Walters  |